# Стадион Лигет

Стадион Лигет (мађ. Ligeti Stadion) е вишенаменски стадион у Вацу, у Мађарској. Користи се углавном за фудбалске утакмице и домаћи је стадион ФК Вац.. Стадион може да прими 9.000 људи.
Стадион такође има осветљење и писту. Тип тла је природна трава, а семафор је електронски.

## Историјат стадиона
Стадион је предат на употребу 4. октобра 1967. године. Утакмица отварања је била између фудбалског клуба Вац - Мађарске репрезентације. Утакмица је била послужила за тренинг утакмица а крајњи резултат је био 1 : 5. Највећа посећеност на стадиону је био 13. октобра 1990. године, када је 15.000 људи посетило првенствену утакмицу између ФК Ваца и ФК Ференцвароша. Утакмица је завршена резултатом 1 : 1. ФК Вац је тада играо под именом ФК Вашуташ БВШК

## Прва утакмица
| ФК Вац | 1 : 5         | Мађарска |
| ------ | ------------- | -------- |
| Гол    | [ (Извештај)] | ,        |